# Ситники (Фалёнский район)
Ситники — деревня в Фалёнском районе Кировской области. 

## География
Находится на правобережье реки Чепца на расстоянии примерно 8 километров по прямой на северо-восток от районного центра поселка Фалёнки.

## История
Деревня известна с XVIII века. В 1710 году учтена деревня Евсуковская, в 1763 году как Евдокимовская Пустошь с 19 жителями. В 1873 году отмечено дворов 8 и жителей 46, в 1905 13 и 69, в 1926 16 и 84, в 1950 18 и 64 соответственно. В 1989 году учтен 31 житель. До 2020 года входила в Фалёнское городское поселение, ныне непосредственно в составе Фалёнского района.

## Население
Постоянное население  составляло 11 человек (русские 91%) в 2002 году, 4 в 2010.